# Armand Meffre
Armand Meffre est un acteur français, né à Maubec (Vaucluse) le 16 mars 1929, et mort à Auxerre (Yonne) le 22 janvier 2009.

## Biographie

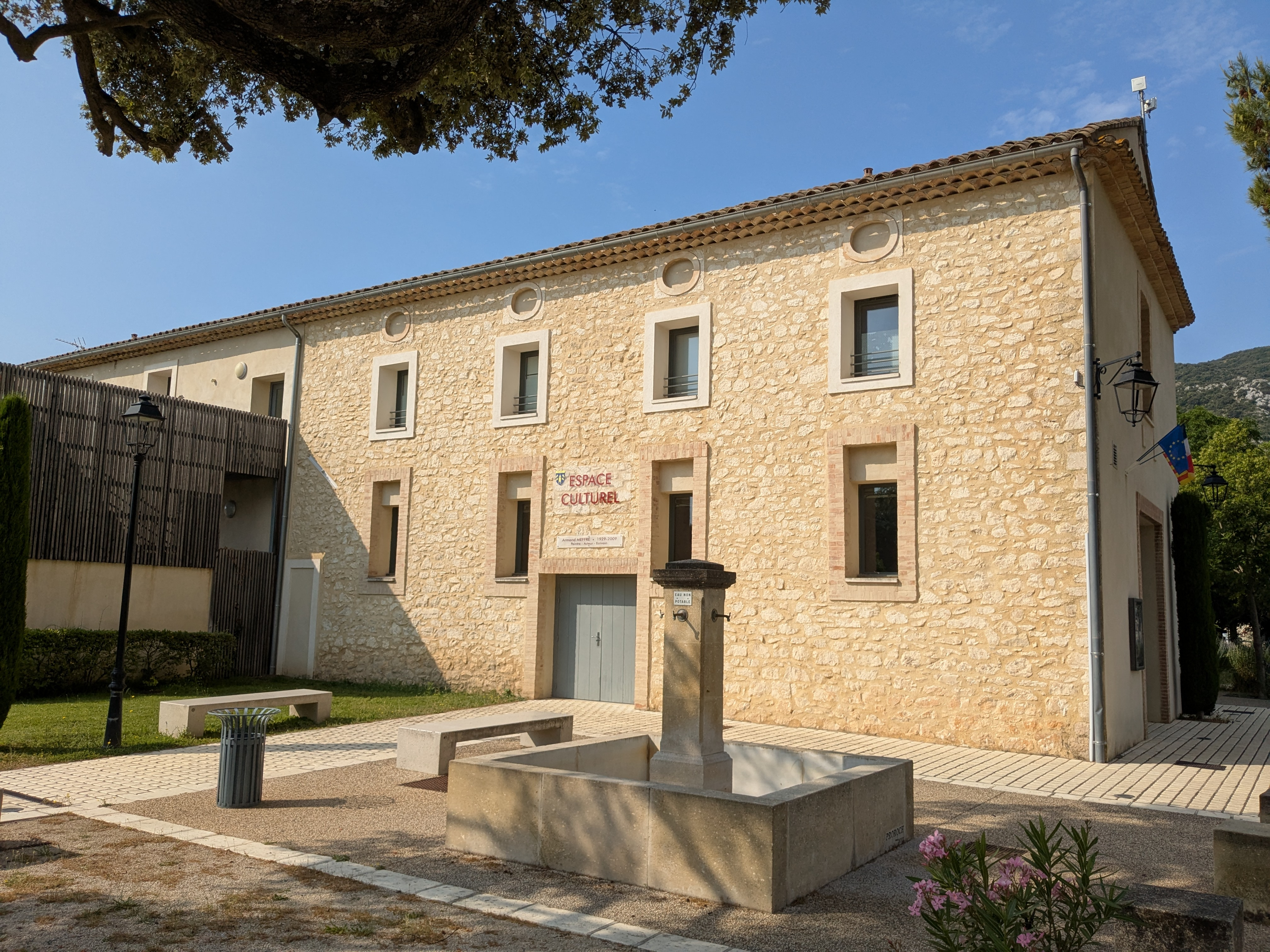
L'espace culturel Armand Meffre à Maubec, son village de naissance

Armand Meffre passe son enfance dans la ferme de ses parents entre Robion et Maubec dans le Vaucluse. Il a fait toute sa scolarité à Robion  et quitte l’école   en 1941, après avoir obtenu son certificat d’études. Il aide alors ses parents à la culture de la vigne, de la pomme et des asperges. Parallèlement, il se consacre à la peinture et reçoit l’enseignement de Justin Grégoire, instituteur, peintre et graphiste, qui lui présente André Lhote. Ce dernier, après avoir vu son travail pictural, l’invite dans son académie parisienne de la rue d’Odessa, ce qu’il fera quand il s’installera plus tard dans la capitale. Il s’initie aussi au métier de comédien dans une troupe  amateur. En 1956, Jean-Marie Boeglin, l’un des créateurs du Théâtre de la Cité à Villeurbanne, le remarque sur une scène de village et le recommande à Roger Planchon. Armand Meffre quitte alors la ferme familiale.

### Comédien et auteur
Avec Roger Planchon entame une collaboration qui durera quatre années. Armand Meffre jouera Molière, Bertolt Brecht, Michel Vinaver et créera le rôle de Paolo Paoli d’Arthur Adamov. En 1960, après avoir vécu à Lyon, il s’installe à Paris avec Pomme, qu’il a épousée en 1958.  Sa carrière théâtrale s’étoffe sous la direction de Jean Deschamps, Jean Anouilh, Jean-Marie Serreau, Jacques Rosner, Roger Blin notamment, et plus tard Jean-Pierre Vincent, Jean-Louis Barrault, Stephan Meldegg, Lucian Pintilie, Klaus Michael Grüber et Olivier Py.
En 1977, sa carrière d’auteur débute. Après avoir publié des nouvelles dans L’Humanité Dimanche, lues par Jacques Pradel sur France Inter, il écrit Le Brise-lames, mis en scène par Jacques Echantillon. La pièce raconte la vie des pêcheurs de la communauté italienne de Sète. Le thème donnera également naissance à plusieurs peintures. En 1993, dans Anna Magnani, le temps d’une messe, mis en scène par Gérard Gelas, il imagine l’actrice, interprétée par Bernadette Rollin, se remémorant sa vie le jour de ses funérailles. Créée à Paris, la pièce sera jouée aussi à Rome et Moscou. Depuis 2012, elle fait partie du répertoire du théâtre Musk, à Tcheliabinsk, en Russie
Il est l'auteur de Ceux qui ne dansent pas sont priés d'évacuer la piste, publié chez Actes Sud, (1989), prix du premier roman aux journées du livre de Sablet. Félicien Teston, jeune ouvrier agricole que son statut de bâtard isole dans le monde paysan découvre un milieu d'émancipation et de légèreté à travers sa relation avec une jeune femme de la bourgeoisie marseillaise. La guerre de 1914 mettra fin à tous ses espoirs.

### Acteur et scénariste
Il est de 1970 à 1974 à la télévision, Pastouré dans la série populaire Maurin des Maures réalisé par Claude Dagues. Il tournera de 1961 à 1998 dans plus de cinquante téléfilms sous la direction de Marcel Bluwal (Vidocq, La Solitude de la pitié), Jean-Christophe Averty (Ubu roi), Gilles Grangier (Quentin Durward), Gérard Vergez (Dans un grand vent de fleurs), Claude Santelli (La Comète).
En 1976, après avoir joué un agriculteur de Cassenargues dans Les Lavandes et le réséda, réalisé par Jean Prat, il coécrit avec le cinéaste deux autres épisodes : Les lavandes et la liberté et Bataille pour les lavandes. En 1979, il adapte La fin du marquisat d’Aurel, un roman d’Henry de la Madelène. Cette série de quatre épisodes, réalisé par Guy Lessertisseur a pour personnage central Palamède d’Aurel (Pierre Vaneck), aristocrate du Haut-Vaucluse, pris dans la tourmente révolutionnaire de 1789. Armand Meffre y est Lopis, le fermier du gentilhomme devenu maire de la commune. Cette reconstitution, saluée à l’époque par toute la presse francophone (voir critiques ci-dessous), fait aujourd’hui référence sur cette période de notre histoire au point que l'INA l'a intégrée dans sa collection Histoire.[réf. nécessaire] En 1983, il signe le scénario original et les dialogues du Pigeonnier, réalisé par Guy Jorré, avec Jacques Dufilho. Ce « polar rural » expose la confrontation de deux mondes, celui des paysans et celui des citadins venus chercher le soleil du midi.

### Le Marquisat d'Aurel dans la presse de l'époque
- « Grâce à Armand Meffre et Guy Lessertisseur, le souffle de la Révolution est passé une deuxième fois sur les vieilles pierres du village d'Aurel »", Télé 7 jours, 26/4/1980
- « Armand Meffre a entrepris une reconstitution historique de la Révolution jusqu'à la Restauration », Le Quotidien de Paris, 20/4/1980
- « Révolution au pays bleu », Sud-Ouest, 24/4/1980
- « Armand Meffre, passionné de l'histoire de son pays a écrit les dialogues et s'est fait interprète de cette chronique savoureuse et grave qui en quatre épisodes  fait écho à la Grande Histoire », Télérama, 26/4/1980
- « Le Marquisat d'Aurel : la révolution dans les champs de lavande », La Tribune de Genève, 2/5/1980
- « Armand Meffre, à partir d'un roman d'Henry de la Madelène, illustre bien la situation de certaines campagnes dans les époques troublées qui suivirent la révolution », Le Soir, 2/5/80

Au cinéma, il est Philoxène dans Jean de Florette et Manon des Sources (1986) réalisés par Claude Berri. Il a également tourné sous la direction d'Alain Cavalier, André Cayatte, René Allio, Henri Colpi, Gilles Béhat et Pomme Meffre, son épouse, dans Le Grain de sable avec Delphine Seyrig (1982).

### Le provençal et l'italien
Du provençal, la langue qu'il a entendue et parlée dans son enfance, il fera la matière d'une adaptation de Georges Dandin de Molière. Jordi Dandin, mis en scène par le Théâtre de la Carriera, sera jouée en 1986. Il prêtera également sa voix à une compilation discographique (disponible sur iTunes) des plus beaux poèmes de Frédéric Mistral parus dans la collection Trésors d'Occitanie (2000).
Sa passion et sa connaissance de l'italien le poussent à traduire et à adapter pour la radio Le Merle de Sylvestre de Renato Fucini (ORTF, 1959) puis Anonyme vénitien de Giuseppe Berto (France-Culture, 1974, la pièce sera jouée au Petit Odéon, en 1975 avec Bernadette Rollin et Pierre Santini).  Il adapte avec Simone de Vergennes, traductrice des romans d'Alberto Moravia en France, le roman de Giovanni Verga : Mastro don Gesualdo, pour France-Culture (21 épisodes, 1982).

### La peinture
Formé à l'école d'André Lhote, il cherchera toujours à travers cet enseignement les chemins d'une liberté picturale propre, essentiellement à travers ses aquarelles.[Interprétation personnelle ?] Il consacrera également toute son énergie créatrice à restituer sa passion[non neutre] pour Sète, qu'il a découverte en participant à plusieurs reprises au festival de la ville. Il peint une série de toiles de toute taille, naviguant entre figuratif et abstraction.[réf. nécessaire] En 2005, le conseil général de l'Yonne lui consacrera une rétrospective, plus d'une centaine d’œuvres seront exposées aux Anciens abattoirs d'Avallon. Le conseil général de l'Yonne participera également à l'élaboration d'un livre "Soixante ans de peinture" édité en 2010 par les éditions Berg international. En 2014, Le Grand Hall Bérégovoy du bâtiment Colbert du Ministère des Finances à Paris (Bercy)  a accueilli sous l'égide de son association culturelle "Place des Arts" une exposition de ses œuvres.

### Vie privée
Il est le mari de la réalisatrice Pomme Meffre.

## Filmographie

### Cinéma
- 1961 : Par-dessus le mur de Jean-Paul Le Chanois : Bertrand
- 1961 : Le Combat dans l'île de Alain Cavalier : André
- 1964 : Monsieur de Jean-Paul Le Chanois : Ernest, le patron du bistrot
- 1964 : La Vieille Dame indigne de René Allio : Ernest, le patron du "Zanzibar"
- 1967 : Soleil Ô de Med Hondo (film documentaire) : lui-même
- 1968 : Sous le signe du taureau de Gilles Grangier : un ingénieur de l'entreprise Raynal
- 1969 : Heureux qui comme Ulysse de Henri Colpi : Maurice
- 1969 : Trop petit mon ami de Eddy Matalon : le sculpteur
- 1972 : Le Moine de Ado Kyrou
- 1974 : Verdict de André Cayatte : Un juré
- 1975 : Le Boucher, la Star et l'Orpheline de Jérôme Savary : Fernand
- 1976 : Le Pays bleu de Jean-Charles Tacchella : Moïse
- 1979 : Retour à Marseille de René Allio : un officier de renseignements au port
- 1982 : Le Braconnier de Dieu de Jean-Pierre Darras : le maire
- 1982 : Le Grain de sable de Pomme Meffre : M. Mario
- 1984 : J'ai rencontré le Père Noël de Christian Gion : le père Noël
- 1986 : Jean de Florette de Claude Berri : Philoxène
- 1986 : Manon des sources de Claude Berri : Philoxène
- 1987 : Charlie Dingo de Gilles Béhat : Louis
- 1998 : Charité biz'ness de Thierry Barthes et Pierre Jamin : Marcel

### Télévision
- 1961 : Flore et Blancheflore  de Jean Prat (téléfilm)
- 1961 : Un bon petit diable de Jean-Paul Carrère (téléfilm)
- 1962-1968 : Le Théâtre de la jeunesse (série télévisée) : Le marchand de chevaux / Pencroft / L'aubergiste / Le Marseillais / Dubac / Siroy
- 1965 : Ubu roi de Jean-Christophe Averty (téléfilm) : général Lascy
- 1965 : En votre âme et conscience, épisode : La canne à épée de  Marcel Cravenne
- 1965 : Sylvérie ou les fonds hollandais de Michel Ayats (téléfilm) : Munsche
- 1967 : L'Arlésienne de Pierre Badel (téléfilm) : Mitifio
- 1967 : La guerre de Troie n'aura pas lieu de Marcel Cravenne (téléfilm) : Olpides
- 1967 : L'Affaire Lourdes de Marcel Bluwal (téléfilm) : Bipe
- 1967 : Une aventure de Sherlock Holmes de Jean-Paul Carrère (téléfilm) : Bassick
- 1967 : Le Voleur d'enfants de Bernard Hecht (téléfilm) : Le sauveteur
- 1967 : série Le Tribunal de l'impossible - Épisode La Bête du Gévaudan d'Yves-André Hubert : le fermier du château du Besset
- 1968 : Sarn de Claude Santelli (téléfilm) : Gallard
- 1968 : Cinq jours en automne de Pierre Badel (téléfilm)
- 1968 : Les Contes du chat perché de Arlen Papazian (téléfilm) : oncle Fred
- 1969 : Fortune d'Henri Colpi (série télévisée)
- 1969 : En votre âme et conscience de Claude Dagues (série télévisée)
- 1969 : La Librairie du soleil d'Edmond Tyborowski (téléfilm) : Giacomo Mombelli
- 1970 : Le Tribunal de l'impossible de Michel Subiela - Un mystère contemporain d'Alain Boudet : Van Ruis
- 1970 : Le Chien qui a vu Dieu de Paul Paviot (téléfilm) : Pavinacci
- 1970 : Lettres de mon moulin de Pierre Badel (téléfilm) : Francet Mamai
- 1970-1974 : Maurin des Maures de Jean Canolle et Claude Dagues (série télévisée) : Pastouré
- 1971 : Les Nouvelles Aventures de Vidocq, épisode Les Crimes de Vidocq de Marcel Bluwal
- 1971 : Tang d'André Michel (téléfilm) : Docteur Jamin (ép. 11, 12)
- 1971 : Mesure pour mesure de Marcel Bluwal (téléfilm) : le bourreau
- 1971 : Quentin Durward de Gilles Grangier (téléfilm) : le père Mac Lean
- 1971 : La Petite Catherine de Lazare Iglesis (téléfilm) : l'archevêque
- 1971 : Le Voyageur des siècles de Jean Dréville (téléfilm) : le crocheteur
- 1972 : Dimanche volé de Gérard Chouchan (téléfilm) : Henry
- 1972 : Paix à ses cendres de Guy Lessertisseur (téléfilm) : Hobson
- 1972 : Alberte (série télévisée) : En Russer
- 1973 : Le Gardien de l'eau de Jean Archimbaud (téléfilm) : Marcellin
- 1973 : L'Éducation sentimentale de Marcel Cravenne (série télévisée) : un homme du peuple
- 1974 : Les Faucheurs de marguerites de Marcel Camus (téléfilm) : Levavasseur
- 1974 : L'Hiver d'un gentilhomme de Yannick Andréi (téléfilm) : Levavasseur
- 1975 : Azev: le tsar de la nuit de Guy Lessertisseur (téléfilm) : Tehernov
- 1976 : Le Sanglier de Cassis de Carlo Rim (téléfilm) : le maire
- 1976 : Cinéma 16 - Les lavandes et le réséda  de Jean Prat (série télévisée) : Delmas
- 1977 : Les lavandes et la liberté de Jean Prat (partie 2) : Delmas
- 1977 : Batailles pour les lavandes de Jean Prat (partie 3) : Delmas
- 1980 : La Fin du Marquisat d'Aurel (série télévisée) : Lopiz
- 1980 : Colline de Lazare Iglesis (série télévisée) : Gondran
- 1980 : Un jour de presqu'hiver de Christian Marc (Téléfilm) : Le forgeron
- 1980 : Retour à Marseille de René Allio (téléfilm) : l'officier de renseignements au port
- 1981 : Ursule Mirouët de Marcel Cravenne (téléfilm) : Levrault
- 1981 : La Chèvre d'or de Jean Dasque (téléfilm) : Honorat
- 1982 : Vivre ma vie de Georges Ferraro (téléfilm) : Fernand
- 1982 : Bonbons en gros de François Dupont-Midi (Téléfilm) : le président du club
- 1984 : Série noire (série TV) : le vieux Marseillais
- 1988 : Big Man: Polizza Droga (téléfilm) : Don Gino Carmelo
- 1990 : L'Ami Giono : Solitude de la pitié de Marcel Bluwal (téléfilm) : Armand
- 1990 : L'Ami Giono : Joffroi de la Maussan de Marcel Bluwal (téléfilm) : Titin Blanc
- 1993 : Les Aventures du jeune Indiana Jones (The Young Indiana Jones Chronicles) (série TV) : un inspecteur de police
- 1994 : La Grande Collection (série TV) : Dicton
- 1996 : Dans un grand vent de fleurs (série TV) : Broussoux
- 1996 : La Comète de Claude Santelli (téléfilm) : le maître de poste
- 1997 : Des mouettes dans la tête de Bernard Malaterre (téléfilm) : Enzo
- 1998 : La Clef des champs de Charles Nemes (série TV) : Anselme Bosc
- 1998 : Marseille (série TV) : le premier parrain italien

## Théâtre
- 1956 : Aujourd'hui ou Les Coréens de Michel Vinaver, mise en scène Roger Planchon, théâtre de la Comédie de Lyon
- 1957 : Paolo Paoli de Arthur Adamov, mise en scène Roger Planchon, théâtre de la Comédie de Lyon
- 1958 : Paolo Paoli de Arthur Adamov, mise en scène Roger Planchon, théâtre du Vieux-Colombier
- 1960 : Les Oiseaux d'Aristophane, mise en scène Guy Kayat, théâtre des Arts
- 1960 : Les Cochons d'Inde d'Yves Jamiaque, mise en scène de l'auteur, Théâtre du Vieux-Colombier
- 1961 : Woyzeck de Georg Büchner, mise en scène Rafael Rodriguez, Théâtre du Vieux-Colombier
- 1961 : Le Christ recrucifié de Níkos Kazantzákis, mise en scène Marcelle Tassencourt, théâtre Montansier
- 1962 : Le Christ recrucifié, Odéon-Théâtre de France
- 1963 : Le Sorcier de Christian Liger, mise en scène Marie-Claire Valène, théâtre du Tertre
- 1964 : Zoo ou l'Assassin philanthrope de Vercors, mise en scène Jean Deschamps, TNP théâtre de Chaillot
- 1964 : Les Mouches de Jean-Paul Sartre, mise en scène Jean Deschamps, Festival Théâtre antique d'Arles
- 1964 : Capitaine Fracasse de Théophile Gautier, mise en scène Jean Deschamps, Festival de la Cité Carcassonne, Festival Théâtre antique d'Arles
- 1964 : L'Alouette de Jean Anouilh, mise en scène Jean Anouilh et Roland Piétri, Festival de la Cité Carcassonne
- 1965 : Danton ou la Mort de la République de Romain Rolland, mise en scène Jean Deschamps, Festival du Marais Hôtel de Béthune-Sully
- 1968 : La Mère de Bertolt Brecht, mise en scène Jacques Rosner, TNP Théâtre de Chaillot
- 1969 : Le Brave Soldat Chvéïk|Le Brave Soldat Sveik d’après le roman de Jaroslav Hašek, mise en scène José Valverde, Théâtre Hébertot
- 1970 : Montserrat d'Emmanuel Roblès, mise en scène Stellio Lorenzi, Festival de la Cité Carcassonne
- 1970 : Cyrano de Bergerac d'Edmond Rostand, mise en scène Jean Deschamps, Festival de la Cité Carcassonne
- 1977 : Jacques ou la soumission d'Eugène Ionesco, mise en scène Lucian Pintilie, théâtre de la Ville
- 1977 : Le Brise-lames d'Armand Meffre, mise en scène Jacques Échantillon, Tréteaux du Midi, tournée
- 1983 : Cyrano de Bergerac d'Edmond Rostand, mise en scène Jérôme Savary, théâtre Mogador
- 1988 : Le Faiseur de théâtre de Thomas Bernhard, mise en scène Jean-Pierre Vincent, TNP Villeurbanne, théâtre national de Strasbourg, théâtre de la Ville
- 1989 : La Mort de Danton de Georg Büchner, mise en scène Klaus Michael Grüber, théâtre Nanterre-Amandiers, TNP Villeurbanne, Maison de la Culture de Grenoble, Comédie de Caen, tournée
- 1990 : Le Chant du départ d'Ivane Daoudi, mise en scène Jean-Pierre Vincent, théâtre de la Ville
- 1992 : Le Jugement dernier de Bernard-Henri Lévy, mise en scène Jean-Louis Martinelli,  théâtre de l'Atelier